# Tapa, Estland
Tapa (tyska: Taps) är en stad och tillika huvudort i Tapa kommun i Lääne-Virumaa, Estland.

## Historia
Tapa är Estlands viktigaste järnvägsknut. Avståndet till Tallinn är 77 km, Tartu 112 km och Narva 133 km.
Järnvägen mellan Tallinn och Sankt Petersburg öppnades 1870. Järnvägsstationen fick sitt namn efter godset Tapa, eftersom den byggdes på dess ägor. 1876 invigdes sträckan Tapa till Tartu.
Samhället växte fort. 1922 hade staden 2 398 invånare, 1986 var befolkningen 10 395 personer.
Tapa hade en stor militärbas under Sovjettiden. Denna lades ned i samband med Estlands självständighet, vilket ledde till en stor befolkningsminskning i staden. Sedan 2002 finns åter en militärbas tillhörande Estniska landförsvarsstyrkorna i Tapa, som är bas för det nordöstra försvarsdistriktet.

## Vänorter
- Ackas, Finland
- Cumberland, Maryland, USA
- Preetz, Schleswig-Holstein, Tyskland

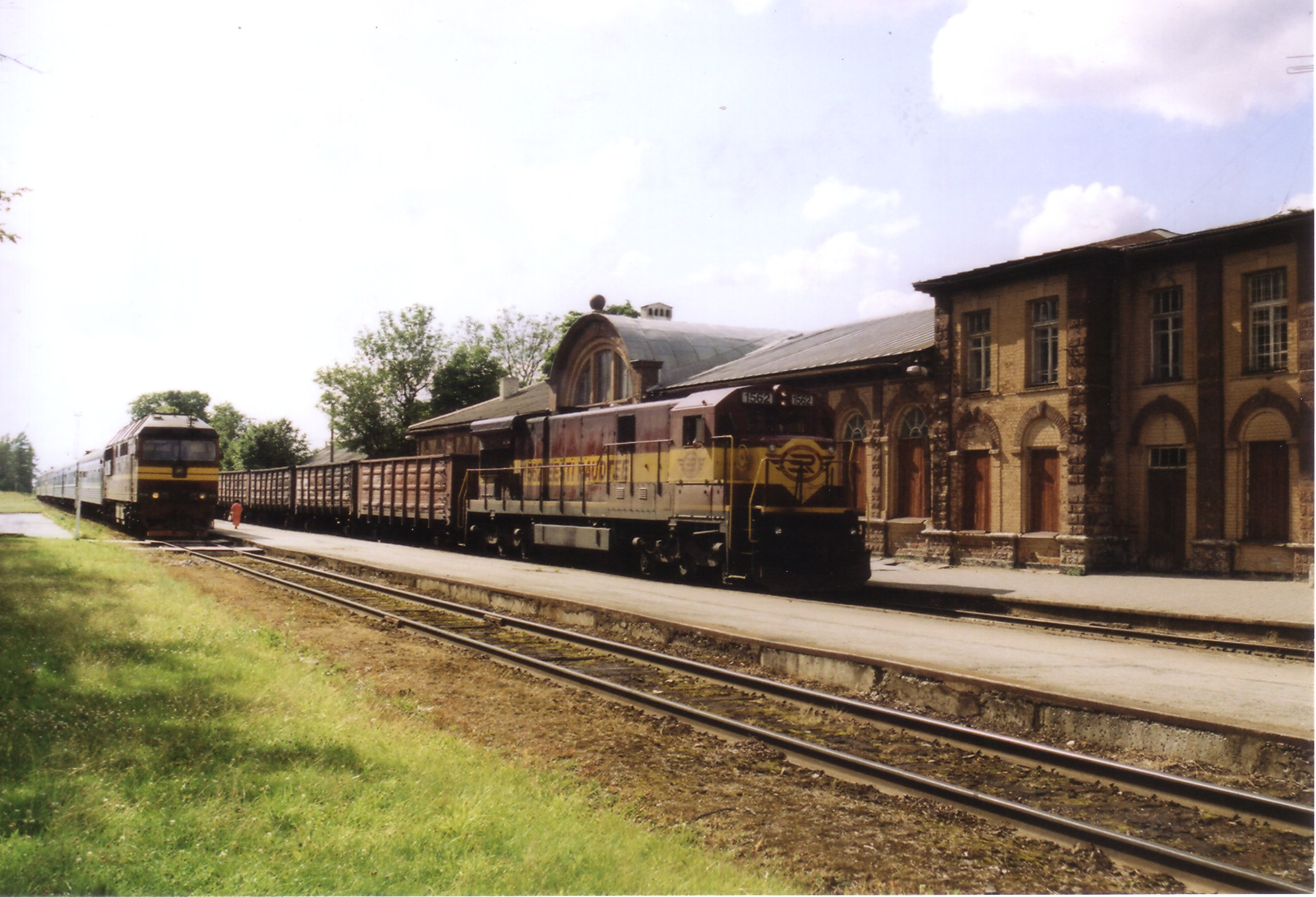
Tapa järnvägsstation

- Trosa, Sverige